# Habenaria tonkinensis
Habenaria tonkinensis är en orkidéart som beskrevs av Gunnar Seidenfaden. Habenaria tonkinensis ingår i släktet Habenaria och familjen orkidéer. Inga underarter finns listade i Catalogue of Life.